# Ношпал
Ношпал (на македонска литературна норма: Ношпал) е село в южната част на Северна Македония, в община Могила.

## География
Ношпал е типично равнинно, разположено на 586 m надморска височина в областта Пелагония, на 26 km североизточно от град Битоля и на 16 km от общинския център Могила. Землището му е богато и подходящо за земеделие. Селото е купно. Отделните махали носят имената на главните родове.

## История
Смята се, че най-старите родове в селото са Волчевци, Мусовци, Бошковци, както и Павлевци, които измират.
През 1607 година жителите на Ношпал взимат едногодишен заем от вакъфа на Ахмед паша при месджида на шейх Хъзр Бали в Битоля в размер на 3000 акчета при лихва от 15% процента. Гаранти за парите са всички селяни, един за друг. Според сиджили от края на 1619 година Ношпал заедно с други села в Битолска нахия е част от зиамет на Ибрахим с приход 23 000 акчета. През тази година зиаметът е предаден на Первиз. В началото на 1622 година зиаметът е даден на Хасан, приближен на везира Даут паша. Приходът от Ношпал е 15000 акчета.
В XIX век Ношпал е изцяло българско село в Битолска кааза на Османската империя. Църквата в селото „Свети Никола“ е изградена в 1858 година. В селото има и църква „Света Петка“.
Според статистиката на Васил Кънчов („Македония. Етнография и статистика“) от 1900 година Ношпалъ има 240 жители, всички българи християни.
На Етнографската карта на Битолския вилает на Картографския институт в София от 1901 година Ношпал е чисто българско село в Битолската каза на Битолския санджак с 28 къщи.
В началото на XX век българското население на селото е под върховенството на Българската екзархия. По данни на секретаря на екзархията Димитър Мишев („La Macédoine et sa Population Chrétienne“) през 1905 година в Ношпал има 320 българи екзархисти. Към 1906-1907 година Ношпал, заедно с Радобор, Трап, Будаково и Горно Чарлия образува енория в Пелагонийската епархия на Екзархията, с енорийски свещеник Тодор Стоянов.
Към 1912 година в селото има голям чифлик на Малик паша от Битоля, който се слави като „добър паша“, бранил местните християни.
По време на Първата световна война Ношпал е част от Добрушовска община и има 342 жители.
Населението на селото намалява вследствие на емиграция към Битоля, Прилеп, Скопие, Охрид, Европа и презокеанските земи.
Според преброяването от 2002 година селото има 348 жители, от които 347 северномакедонци и един друг.
| Година    | 1948 | 1953 | 1961 | 1971 | 1981 | 1991 | 1994 | 2002 |
| --------- | ---- | ---- | ---- | ---- | ---- | ---- | ---- | ---- |
| Население | 462  | 487  | 572  | 546  | 545  | 427  | 360  | 348  |

| Националност     | Всичко |
| северномакедонци | 347    |
| албанци          | 0      |
| турци            | 0      |
| цигани           | 0      |
| власи            | 0      |
| сърби            | 0      |
| бошняци          | 0      |
| други            | 1      |

## Личности
Родени в Ношпал
- Тале Велянов Талев (1876 – ?), необразован земеделец и куриер на ВМОРО, а през Илинденско-Преображенското въстание е войвода на ношпалската селска чета.[14]
- Христо Иванов – Цепивир (? – 1912), български революционер от ВМОРО, загинал в Кривопаланечко[15]

Починали в Ношпал
- Димче Сарванов Могилчето (1879 – 1907), български революционер